# Itura aurita
Itura aurita är en hjuldjursart som först beskrevs av Ehrenberg 1830.  Itura aurita ingår i släktet Itura och familjen Ituridae. Inga underarter finns listade i Catalogue of Life.